# Tancredo Thomas de Faria Airport
Tancredo Thomas de Faria Airport är en flygplats i Brasilien.   Den ligger i kommunen Guarapuava och delstaten Paraná, i den södra delen av landet, 1 100 km söder om huvudstaden Brasília. Tancredo Thomas de Faria Airport ligger 1 065 meter över havet.
Terrängen runt Tancredo Thomas de Faria Airport är huvudsakligen platt, men österut är den kuperad. Runt Tancredo Thomas de Faria Airport är det ganska tätbefolkat, med 100 invånare per kvadratkilometer.. Närmaste större samhälle är Guarapuava, 5,5 km öster om Tancredo Thomas de Faria Airport.
Runt Tancredo Thomas de Faria Airport är det i huvudsak tätbebyggt.